# Kenzo Schällibaum
Kenzo Schällibaum (* 27. September 1998 in Wattwil) ist ein Schweizer Fussballspieler.

## Karriere

### Verein
Schällibaum begann seine Karriere beim FC Wattwil Bunt 1929. 2010 kam er in die Jugend des FC Wil. Zur Saison 2013/14 wechselte er zum FC St. Gallen. Zur Saison 2016/17 kehrte er leihweise zum FC Wil zurück, wo er für die Zweitmannschaft zum Einsatz kommen sollte. Im August 2016 debütierte er in der 2. Liga interregional, als er am ersten Spieltag jener Saison gegen den FC Sirnach in der Startelf stand. In jenem Spiel, das Wil mit 2:0 gewann, erzielte er auch sein erstes Tor in der fünfthöchsten Spielklasse. Bis Saisonende kam er zu 25 Einsätzen in der 2. Liga interregional, in denen er ein Tor erzielte.
Zur Saison 2017/18 wurde er fest verpflichtet und rückte in das Kader der Profis von Wil auf. Sein Debüt in der Challenge League gab er im Juli 2017, als er am ersten Spieltag jener Saison gegen den FC Vaduz in der Startelf stand. Im April 2018 erzielte er bei einem 1:1-Remis gegen den FC Rapperswil-Jona sein erstes Tor in der zweiten Schweizer Liga. In seiner ersten Saison bei den Profis kam er zu 25 Einsätzen, in denen er ein Tor erzielte.
In der Saison 2018/19 absolvierte Schällibaum ebenfalls 25 Spiele. Nach der Saison 2018/19 verliess er Wil. Im Juni 2019 absolvierte er ein Probetraining beim österreichischen Zweitligisten SC Austria Lustenau.

### Nationalmannschaft
Schällibaum absolvierte im November 2018 gegen die Niederlande ein Spiel für die Schweizer U-20-Auswahl.